# Liste der portugiesischen Botschafter in den Salomonen
Die Liste der portugiesischen Botschafter in den Salomonen listet die Botschafter der Republik Portugal auf den Salomonen auf. Die beiden Staaten gingen einige Jahre nach der salomonischen Unabhängigkeit 1978 diplomatische Beziehungen ein.
Portugal richtete seither keine eigene Botschaft auf den Salomonen-Inseln ein, der portugiesische Botschafter in Australien ist auch für sie zuständig und doppelakkreditiert sich dazu in der dortigen Hauptstadt Honiara (Stand 2019). Am 20. November 1997 akkreditierte sich dort erstmals ein Vertreter Portugals.

## Missionschefs
| Name                              | Bild      | Amtszeit                          | Anmerkungen                                                                     |
| Salomonen                         | Salomonen | Salomonen                         | Salomonen                                                                       |
| --------------------------------- | --------- | --------------------------------- | ------------------------------------------------------------------------------- |
| Zózimo Justo da Silva             |           | 1997– 31. Januar 2001             | Botschafter mit Amtssitz Canberra, am 20. November 1997 in Honiara akkreditiert |
| José Ernest Henzler Vieira Branco |           | 12. Februar 2001 –26. Januar 2005 | Botschafter mit Amtssitz Canberra                                               |
| António Augusto Jorge Mendes      |           | 15. Januar 2005 –25. April 2010   | Botschafter mit Amtssitz Canberra                                               |
| Rui Quartin Santos                |           | 2. Mai 2010 – 2. Dezember 2012    | Botschafter mit Amtssitz Canberra                                               |
| Paulo Jorge Sousa da Cunha Alves  |           | 14. Juni 2013 –7. August 2018     | Botschafter mit Amtssitz Canberra                                               |
| Pedro da Vinha Rodrigues da Silva |           | seit 26. Oktober 2018             | Botschafter mit Amtssitz Canberra                                               |